# Fábián Szabolcs
Fábián Szabolcs (1990. április 14. –) magyar színművész.

## Életpályája
1990-ben született. 2015-ben végzett a Kaposvári Egyetem színész szakán. Egyetemi gyakorlatát a Vígszínházban töltötte. 2015-től szabadúszó színész.

## Filmes és televíziós szerepei
- Sweet Sixteen, a hazudós (magyar tévéfilm, 2010)
- Viharsarok (2014)
- Örök tél (2018)
- Holnap tali! (2018)